# Восточно-тиморский кризис (2006)
Восточно-тиморский кризис 2006 года — серия волнений и беспорядков в государстве Восточный Тимор, сопровождавшихся большим количеством жертв и введением в Восточный Тимор войск иностранных государств для поддержания порядка.
Поводом для политического кризиса 2006 г., который и привёл к отставке правительства ФРЕТИЛИН во главе с Мари Алькатири, стали противоречия внутри армии, более или менее отражающие разногласия внутри тиморского общества в целом. Протесты солдат против жестокостей службы и их массовое увольнение привело к беспорядкам, которые переросли в массовые стычки, развал власти, полиции, хаос и разгул преступности. Столицу Восточного Тимора Дили захватили молодёжные банды, мародёры и враждующие группировки, а также перешедшие на сторону повстанцев полицейские, которые грабили, избивали и сжигали дома местных жителей. Повстанцами также выдвигались политические требования — отставка премьер-министра Мари Алькатири.
Частично нормализовать ситуацию и остановить кровопролитие удалось только после ввода миротворческого контингента из Австралии, Новой Зеландии, Малайзии и Португалии из других стран в мае 2006, однако напряжённая ситуация в Восточном Тиморе сохраняется по сей день, массовые беспорядки и столкновения в Восточном Тиморе отмечались в марте и мае 2007. Жертвами конфликта в Восточном Тиморе 2006 с марта по июнь составили убитыми не менее 30 человек, общее число беженцев превысило 133 000 человек.

## Возрастание напряжённости
11 января 2006 года президент Шанана Гусман получил от солдат 1-го батальона петицию с жалобами на тяжёлые условия службы. 8 февраля к столице Дили подошло около 400 солдат и стали требовать снятия с должности командира 1-го батальона полковника Фалура. Президент приказал солдатам вернуться в казармы, однако солдаты предпочли дезертировать. 404 человека разбили лагерь в Аилеу.
В марте солдаты снова отказались подчиниться призыву вернуться в казармы Позднее к солдатам присоединились некоторые полицейские. Премьер-министр Алькатири уволил дезертиров.
В столице стала возрастать напряжённость.

## Кровавые беспорядки в Дили
24 апреля уволенные военные, поддержанные безработной молодежью и членами многочисленных банд, вышли на марш протеста. В демонстрациях участвовало более 3000 человек, требуя отставки премьер-министра Алькатири. Постепенно мирная демонстрация переросла в побоище. Солдаты напали на рынок. Дезертиры вступили в столкновение с проправительственной армией и полицией, в стычке погибло пять человек. Загорелось около сотни домов, 21 тысяча человек в панике бежали из столицы. По заявлению лидера мятежников, 28 апреля солдаты премьера Алькатири открыли стрельбу по гражданскому населению и убили 60 человек.
Затем к антиправительственным силам присоединилось подразделение военной полиции под командованием майора Алфреду Рейнаду, вскоре укрывшееся в горах к юго-западу от столицы.
Раскол в стране продолжал нарастать. Часть военных и полицейских переходили на сторону мятежников.
 К президенту стали направляться требования в ультимативной форме снять Алькатири с должности и распустить отряды F-FDTL. Паника в Дили привела к бегству в горы уже 75 % населения. Иностранные представительства стали увозить персонал. Алькатири стал пытаться примириться с дезертирами, предложив выплатить зарплату с марта и провести доследование по прошедшим инцидентам. Но это уже не могло остановить развития событий.
8 мая толпа в 1000 человек штурмовала приёмную регионального государственного секретаря в пригороде Дили, погиб один полицейский.
10 мая правительство возобновило переговоры с мятежниками. Уволенным солдатам предложили прежнее жалование
В середине мая на холмах вокруг столицы развернулись настоящие бои между мятежниками и правительственными войсками, бои сопровождались большим количеством жертв. На столицу было предпринято несколько атак. В городе развилось мародёрство и стычки между грабителями, параллельно обострялись этнические конфликты. Население пыталось скрыться от беспорядков в церквях за пределами города.
24 мая министр иностранных дел Рамуш-Орта официально попросил правительства Австралии, Новой Зеландии, Португалии и Малайзии о военной поддержке. В последующие дни беспорядки в столице всё более нарастали. За несколько дней в Восточный Тимор прибыли иностранные войска.
Несмотря на присутствие интернациональных войск, грабежи в столице продолжались, банды вступали также в столкновение с иностранными солдатами. Для координации действий мародёры использовали
мобильные телефоны.
29 мая мятежники предложили начать мирные переговоры. Австралийские войска пытались развернуть посредническую миссию и навести порядок в городе.

Демонстрации выступали с лозунгами за президента, но против премьер-министра. Президент стал требовать у демонстрантов вернуться домой и убрать оружие. В результате серии экстренных заседаний 30 мая в стране было объявлено чрезвычайное положение и поставлена задача совместно с иностранными войсками ликвидировать криминальные банды и навести порядок. При этом премьер-министр Алькатири не согласился уйти в отставку, объявив, что продолжает деятельность по обеспечению безопасности страны.
Сотни демонстрантов с новой силой стали требовать отставки Алькатири. Загорелся рынок и множество домов столицы

## Напряжённый июнь
С конца мая возрастало напряжение в правительстве, президент стал выдвигать обвинения в адрес премьер-министра.
1 июня подали в отставку министры внутренних дел (Рожериу Лобату) и обороны (Року Родригиш), которые были доверенными лицами премьер-министра. Министр иностранных дел Рамуш-Орта занял также должность министра обороны.
В июне продолжались массовые демонстрации с требованиями отставки Алькатири. На этом фоне продолжались грабежи и мародёрство в Дили, постоянно возникали стычки между бандами грабителей. К столице постепенно стягивалось всё больше австралийских и малайзийских солдат, которые пытались поддерживать порядок в городе.
5 июня по городу прокатились банды более ста человек в каждой, вооружённые пиками, мачете и мотыгами, порядок восстанавливали австралийские войска. Удалось частично восстановить разгромленные магазины и вернуться к нормальной жизни.
6 июня колонна грузовиков с протестующими против Алькатири из западных районов страны прошла через столицу в сопровождении малайских и австралийских войск, удалось ограничить число инцидентов и процессия вылилась в сравнительно мирную демонстрацию, которая требовала отставки премьера.
7 июня Алькатири согласился на предложение ООН провести расследование кровавых инцидентов в конце апреля и начале мая.
8 июня бывший министр внутренних дел Лобату собрал войска для операций по ликвидации противников Алькатири. Хотя отряд был настроен решительно, после первых серьёзных потерь он отказался воевать дальше и сдался президенту.
16 июня мятежники объявили о желании сдать оружие при условии их защиты со стороны иностранных войск.
Оружие было принято австралийскими войсками, которые гарантировали мятежникам организацию переговоров с президентом.
20 июня был издан приказ об аресте Лобату, он хотел покинуть город, но 21 был посажен на домашний арест в Дили.
20 июня мандаты интернациональных войск миссии по поддержке были продлены ООН ещё на два месяца.
26 июня Алькатири после сложных переговоров с президентом подал в отставку.
Рамуш-Орта, который пытался также подать в отставку, в начале июля получил должность премьер-министра. Постепенно ситуация пришла в состояние относительной стабильности, и иностранные войска были частично отозваны, хотя некоторая напряжённость в стране сохранилась.